# Adam Panek
Adam Panek (ur. w 1952 w Sławatyczach) – artysta grafik, linorytnik, doktor habilitowany nauk o sztuce, członek Związku Polskich Artystów Plastyków.
Habilitował się w 2013 na Wydziale Grafiki Akademii Sztuk Pięknych w Warszawie. Pracuje jako adiunkt na Wydziale Artystycznym Uniwersytetu Marii Curie-Skłodowskiej w Lublinie, gdzie kształci studentów z Polski, Ukrainy, Białorusi i Litwy.
Brał udział w 175 wystawach zbiorowych i miał 30 wystaw indywidualnych.
Jest przewodniczącym zespołu organizacyjnego Międzynarodowego Konkursu na Rysunek im. M. E. Andriollego w Nałęczowie oraz komisarzem wystaw pokonkursowych.
Dwukrotnie otrzymał nagrodę specjalną Ministra Kultury i Dziedzictwa Narodowego. Odznaczony został też Brązowym medalem „Gloria Artis”. W 2021 odznaczony Złotym Krzyżem Zasługi.